# Parafia św. Michała Archanioła w Jabłkowie
Parafia św. Michała Archanioła w Jabłkowie – jedna z 10 parafii leżącą w granicach dekanatu kiszkowskiego. Erygowana w 1925. Mieści się we wsi Raczkowo (jest połączona z unią personalną z parafią w Raczkowie.

## Dokumenty
Księgi metrykalne:
- ochrzczonych od 1945 roku
- małżeństw od 1945 roku
- zmarłych od 1945 roku